# V. S. Naipaul

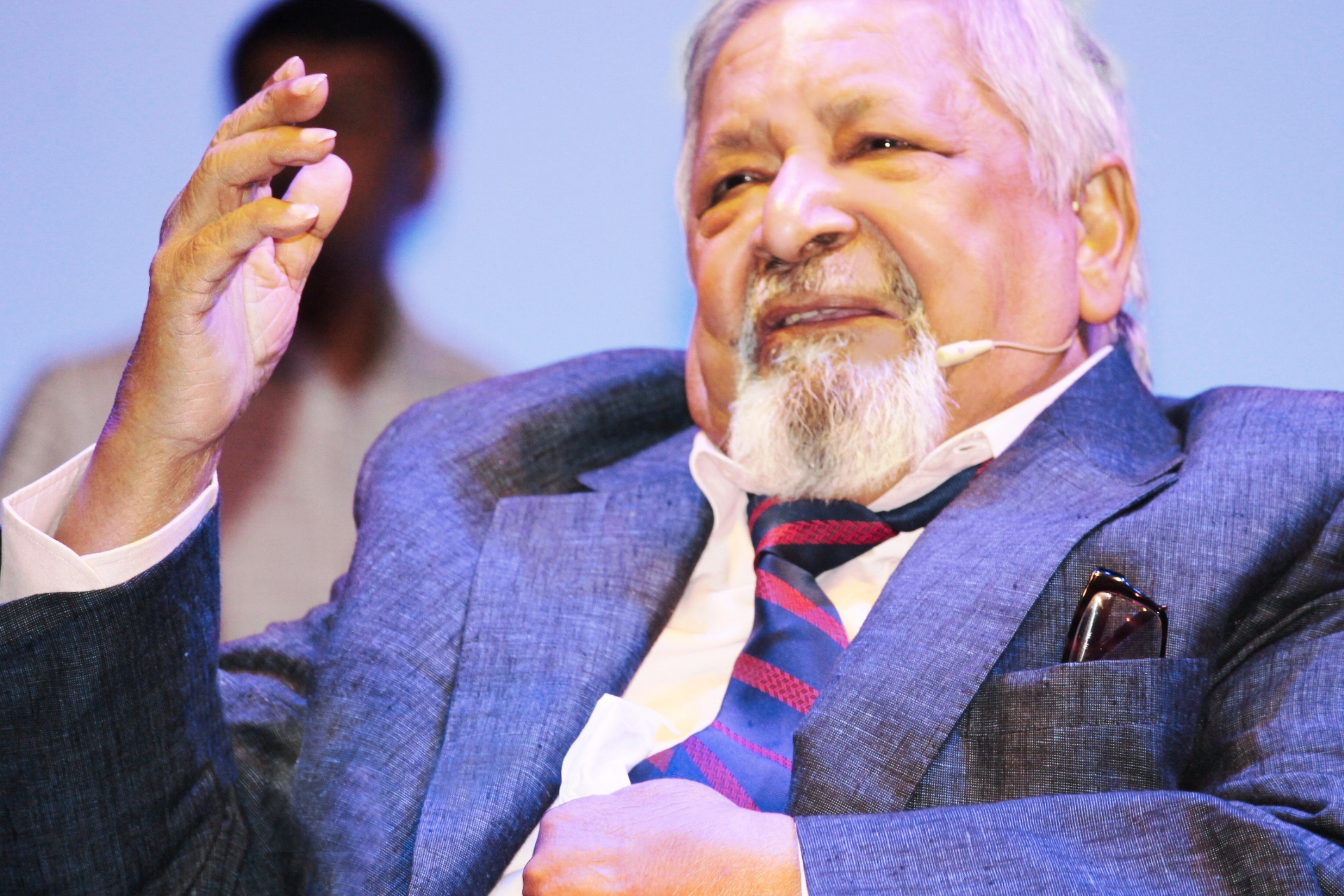
V. S. Naipaul (2016)

Sir Vidiadhar Surajprasad Naipaul TC (* 17. August 1932 in Chaguanas, Trinidad und Tobago; † 11. August 2018 in London) war ein britischer Schriftsteller und Literaturnobelpreisträger. Er erhielt im Jahr 2001 den Nobelpreis für Literatur. Ab 1950 lebte Naipaul in England.

## Leben
Naipauls indische Vorfahren kamen als Vertragsarbeiter in die britische Kolonie Trinidad. Sein Vater war Seepersad Naipaul (1906–1953) und seine Mutter Droapatie Capildeo. In den ersten Lebensjahren lebte Naipaul bei der Familie seiner Mutter in einem im nordindischen Stil gebauten und als Lion House bekannten Haus in Chaguanas. 1938 bekam sein Vater die Möglichkeit, in Port of Spain als Journalist beim Trinidad Guardian zu arbeiten. Vater und Sohn zogen zusammen nach Port of Spain in ein Haus der Capildeo-Familie. V. S. Naipaul besuchte von 1938 bis 1942 die Tranquillity Boys School und später die älteste und am meisten britisch orientierte Sekundarschule in Port of Spain, das Queen’s Royal College. 1946 gelang es dem Vater, ein Haus in Port of Spain zu erwerben und die Familie so wieder zusammenzubringen. Die Geschichte seiner Kindheit und die seines Vaters verarbeitete Naipaul in dem Roman Ein Haus für Mister Biswas.
1950 ging Naipaul mit Hilfe eines Stipendiums nach England und studierte am University College in Oxford Englisch. 1955 heiratete er Patricia Hale, mit der er 41 Jahre bis zu ihrem Tod zusammen war. Von 1972 bis 1995 führte er daneben mit Margaret Goodings eine Beziehung, von der seine Ehefrau wusste. Nach Hales Tod trennte er sich auch von Goodings. 1996 heiratete er Nadira Khannum Alvi.
Naipaul starb im August 2018, sechs Tage vor seinem 86. Geburtstag. Er hinterließ seine zweite Ehefrau sowie eine Tochter.

## Publizistische Tätigkeit
Ab Mitte der 1950er-Jahre arbeitet er zunächst als freier Mitarbeiter bei der BBC. Danach widmete er sich ganz seiner schriftstellerischen Tätigkeit.
Neben seinen Romanen ist Naipaul bekannt für seine Erfahrungsberichte aus verschiedenen Gegenden und Kulturen der Welt. Seine zahlreichen Reisen führten ihn u. a. nach Indien (erstmals 1961), Zaire, Uganda, Iran, Pakistan, Malaysia und Indonesien. Diese Tätigkeit brachte ihm auch den Ruf eines Reiseschriftstellers ein, obwohl seine Erfahrungsberichte und Analysen weit über die übliche Form von Reiseberichten hinausgehen.
Naipaul bezeichnete Indien 1961 als eine „Zone der Dunkelheit“ und „verwundete Zivilisation“. Er kritisierte den Hinduismus, der ein Viertel der indischen Gesellschaft – die Kaste der Unberührbaren – versklavt habe und die Menschen durch die Propagierung des geistigen Rückzugs klein gehalten habe. Nach seiner Reise in den Iran (noch in den Nachwirren der Islamischen Revolution) und in weitere mehrheitlich islamische Länder setzte er sich in dem Buch Eine islamische Reise kritisch mit dem Islam und vor allem mit extremistischen Strömungen auseinander.

## Auszeichnungen
- 1958: John Llewellyn Rhys Prize für The Mystic Masseur
- 1964: Hawthornden-Preis für Mr. Stone and the Knights Companion
- 1968: WH Smith Literary Award für The Mimic Men[3]
- 1971: Booker Prize für In einem freien Land[6]
- 1981: Wahl zum Ehrenmitglied der American Academy of Arts and Letters[7]
- 1983: Jerusalempreis für Die Freiheit des Individuums in der Gesellschaft
- 1989: Trinity Cross[8]
- 1989: Knight Bachelor, mit dem Titel Sir von der britischen Königin in den Adelsstand erhoben.[4]
- 1990: Wahl in die American Academy of Arts and Sciences
- 1993: David Cohen Prize[9]
- 2001: Nobelpreis für Literatur[4]

## Werke

### Prosa

#### Erzählerische Werke
- The Mourners (Erzählung, 1950); Die Trauernden, dt. Walter Ahlers (2004)
- My Aunt Gold Teeth (Erzählung, 1954); dt. Walter Ahlers (2004)
- The Enemy (Erzählung, 1955); Der Feind, dt. Walter Ahlers (2004)
- The Mystic Masseur (Novelle, 1957); Der mystische Masseur, dt. Karin Graf (1984)
- The Raffle (Erzählung, 1957); Die Tombola, dt. Walter Ahlers (2004)
- The Suffrage of Elvira (1958); Wahlkampf auf karibisch. Oder: Eine Hand wäscht die andere, dt. Werner Peterich (1975)
- Miguel Street (1959)
- The Heart (Erzählung, 1960); Das Herz, dt. Walter Ahlers (2004)
- A House for Mr Biswas (1961); Ein Haus für Mr. Biswas, dt. Karin Graf (1981, beschreibt das Leben auf Trinidad, gestützt auf Erinnerungen seiner Familie)
- The Baker’s Story (Erzählung, 1962); dt. Walter Ahlers (2004)
- The Night Watchman's Occurrence Book (Erzählung, 1962); Des Nachtwächters Stundenbuch, dt. Walter Ahlers (2004)
- Mr. Stone and the Knights Companion (1963)
- The Mimic Men (1967); Herr und Sklave, dt. Ursula von Zedlitz zu Hohenlohe (1974)
- A Flag on the Island (1967)
- In a Free State (1971)
- Guerillas (Roman, 1975); Guerillas, dt. Ursula von Zedlitz zu Hohenlohe (1976) – Revolution auf einer fiktiven karibischen Insel
- A Bend in the River (Roman, 1979); An der Biegung des großen Flusses, dt. Karin Graf (1980, Naipauls vor allem in Afrika umstrittenstes Buch; beschreibt in Romanform die Erlebnisse eines Inders um 1970 im von der Kolonialherrschaft „befreiten“ Kongo.)
- Finding the Centre (1984)
- The Enigma of Arrival (Roman, 1987); Das Rätsel der Ankunft, dt. Karin Graf (1987, Leben in Großbritannien für Immigranten nach dem Zweiten Weltkrieg)
- A Way in the World (1994)
- Half a Life (2001); Ein halbes Leben, dt. Sabine Roth und Dirk van Gunsteren (2003 – das „halb gelebte“ Leben des Willi Chandran im London der späten 1950er-Jahre)
- Magic Seeds (2004); Magische Saat, dt. Sabine Roth (2005 – Fortsetzung von Half a life; Willi Chandran schließt sich einer revolutionären Zelle in Indien an.)

#### Kritische Schriften
- The Middle Passage: Impressions of Five Societies – British, French and Dutch in the West Indies an South America (1962); Auf der Sklavenroute. Meine Reise nach Westindien, dt. Nikolaus Stingl (1999, Reise durch die Karibik)
- An Area of Darkness (Reisebericht, 1964); Land der Finsternis: Fremde Heimat Indien, dt. Dirk van Gunsteren (1997)
- The Loss of El Dorado (1969); Abschied von Eldorado. Eine Kolonialgeschichte, dt. Bettina Münch und Kathrin Razum (2001 – die Geschichte von Naipauls Heimat Trinidad). ISBN 3546-003136.
- India: A Wounded Civilization (1977); Indien. Eine verwundete Kultur, dt. Susanne Lepsius (1978)
- A Congo Diary (1980)
- The Return of Eva Peron: With the Killings in Trinidad (1980, über Michael X)
- Among the Believers: An Islamic Journey (Reisebericht, 1981); Eine islamische Reise. Unter den Gläubigen, dt. Karin Graf (1982, kritische Reise und gnadenlose Abrechnung mit dem, was der Islam aus den einst hinduistisch geprägten Kulturländern Süd- und Südostasiens gemacht hat.)
- A Turn in the South (Reisebericht, 1989); In den alten Sklavenstaaten, dt. Karin Graf (1990, Reise durch die Südstaaten der USA)
- India: A Million Mutinies Now (London 1990); Indien: ein Land im Aufruhr, dt. Karin Graf (1992, versöhnlicher gehalten als die früheren Indienbücher)
- Dunkle Gegenden : sechs grosse Reportagen, Zusammengestellt und aus dem Englischen übertragen von Karin Graf, Frankfurt am Main : Eichborn 1995, ISBN 978-3-8218-4128-1, Reihe Die Andere Bibliothek
- Beyond Belief: Islamic Excursions Among the Converted Peoples (1998); Jenseits des Glaubens: Eine Reise in den anderen Islam, (1998, erneut kritische Reise durch islamische Staaten)
- Between Father and Son: Family Letters (1999)
- Reading & Writing: A Personal Account (2000); Das Lesen und das Schreiben – Der Schriftsteller und Indien, dt. Kathrin Razum (2003)
- The Writer and the World: Essays (2002); Amerika. Lektionen einer neuen Welt, dt. Monika Noll und Ulrich Enderwitz (2003, enthält Kolumbus und Crusoe, Jaques Soustelle und der Niedergang des Westens, New York mit Norman Mailer, Steinbeck in Monterey, Argentinien und das Gespenst von Eva Perón, Klimatisierte Blase: Die Republikaner in Dalls, Strenge Zucht in Grenada, Eine Hand voll Staub: Cheddi jagan und die Revolution in Guayana, Nachschrift: Unsere universale Zivilisation)
- Literary Occasions: Essays (2003)
- A Writer’s People: Ways of Looking and Feeling (2007)
- The Masque of Africa: Glimpses of African Belief (Reisebericht, 2010); Afrikanisches Maskenspiel. Einblicke in die Religionen Afrikas, dt. Anette Grube (2011)